# Joseph Proust
Joseph Louis Proust (Angers, 26 settembre 1754 – Angers, 5 luglio 1826) è stato un chimico francese, divenuto famoso per la sua legge delle proporzioni definite e costanti.
Figlio di uno speziale, nel 1775 fu nominato farmacista dell'Ospedale de la Salpêtrière a Parigi.
Ritornò in Francia nel 1806.
Divenne membro dell'Accademia delle Scienze nel 1816. È considerato uno dei precursori della teoria atomica.

## Legge delle proporzioni definite
Grazie ad alcuni esperimenti, studiando la pirite, Proust scoprì che questa presentava una composizione costante indipendentemente dal luogo di provenienza. In particolare, la pirite era formata sempre e solo da ferro e zolfo, rispettivamente in una proporzione di 1:0,57.
Tale regolarità si presentava anche in altri minerali, per cui arrivò alla formulazione della legge delle proporzioni definite, enunciata nel 1799, la quale regola la formazione dei composti chimici a partire dagli elementi che li compongono. Essa recita:
quando due o più elementi reagiscono, per formare un determinato composto, si combinano sempre secondo proporzioni in massa definite e costanti…
Un altro esempio potrebbe essere il carbonato di rame: qualunque sia la sua origine (naturale o preparato in laboratorio), contiene rame, carbonio e ossigeno sempre nelle stesse proporzioni.
Secondo Proust, "...un composto è un prodotto privilegiato al quale la natura ha dato una composizione costante".
Esistono però delle eccezioni costituite dai cosiddetti composti non stechiometrici.

## Altri progetti

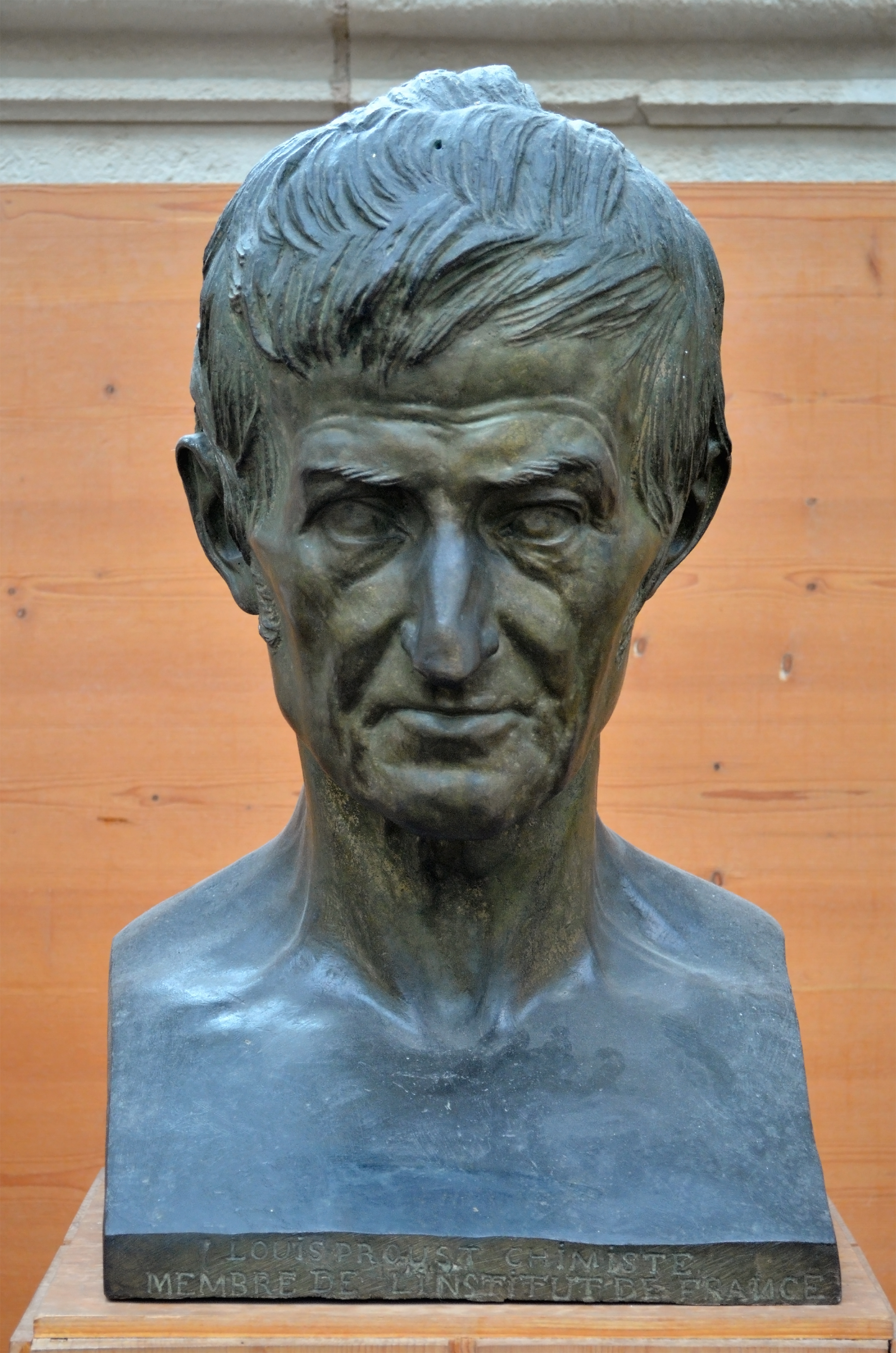
Joseph Louis Proust, David d'Angers (1831).